# 1384
1384 (MCCCLXXXIV) fue un año bisiesto comenzado en viernes del calendario juliano, en vigor en aquella fecha.

## Acontecimientos
- Sitio de Lisboa de 1384 por los castellanos, que finaliza sin haber conseguido la conquista de la ciudad.
- Batalla de Atoleiros, entre castellanos y portugueses.

## Nacimientos
- Enrique de Aragón, Marqués de Villena (Cuenca,1384-Madrid, 1434)

## Fallecimientos
- Fernando Alfonso de Valencia. Maestre de la Orden de Santiago y bisnieto de Alfonso X de Castilla.
- Juan Sánchez Manuel, conde de Carrión y bisnieto de Fernando III de Castilla.
- Pedro Fernández Cabeza de Vaca, maestre de la Orden de Santiago y señor de Vallecillo.
- Rodrigo González Mejía, maestre de la Orden de Santiago.
- Pedro Ruiz Sarmiento. Fue mariscal de Castilla y adelantado mayor de Galicia.
- Pedro Fernández de Velasco. Fue señor de Medina de Pomar y camarero mayor de los reyes Enrique II y Juan I de Castilla.
- John Wycliff, teólogo inglés.